# Bebe Daniels
Bebe Daniels właśc. Phyllis Virginia Daniels (ur. 14 stycznia 1901 w Dallas, zm. 16 marca 1971 w Londynie) – amerykańska aktorka filmowa.

## Życiorys
Ze sceną była związana od dzieciństwa – jej ojciec kierował wędrownym teatrem, a jej matka była aktorką. Daniels zadebiutowała na scenie już jako dziesięciotygodniowe niemowlę w sztuce June. Nazywana "najmłodszą na świecie aktorką szekspirowską", zagrała w Ryszardzie III.
W 1910, jeszcze jako dziecko, zadebiutowała jako aktorka filmowa w filmie The Common Enemy. Od 1914 r. przez lata grała w komediach z Haroldem Lloydem; przez pewien czas była też w związku z aktorem.
W 1919 roku zagrała u Cecila B. DeMille'a w swoim pierwszym filmie pełnometrażowym – Male and Female.
Cieszyła się sporą popularnością, w 1920 r. zajęła szóste miejsce w plebiscycie na ulubioną aktorkę, zorganizowanym przez czasopisma „Motion Picture Magazine” i „Motion Picture Classic”.
12 stycznia 1920 r. została zatrzymana za przekroczenie prędkości. Incydent szeroko komentowała prasa, Daniels była pierwszą kobietą aresztowaną za przekroczenie prędkości w Hrabstwie Orange. Na wstępnym przesłuchaniu w sądzie pojawiło się 1500 widzów. Daniels została skazana na 10 dni więzienia. Karę odbyła w kwietniu 1921 roku (jej termin dopasowano do zobowiązań zawodowych aktorki, tak by nie musiała opuszczać planu zdjęciowego), w więzieniu towarzyszyła jej matka. Ponadto jej cela była luksusowo urządzona i wypełniona kwiatami, Daniels mogła przyjmować nawet 50 odwiedzających dziennie (prowadziła nawet księgę gości, do której wpisało się ok. 700 osób). Za dobre sprawowanie jej kara została skrócona z 10 do 9 dni. Cały incydent przysporzył jej popularności. A w 1922 r. aktorka nakręciła film Speed Girl, wykorzystując skandal.
W przeciwieństwie do wielu innych gwiazd, Bebe Daniels nie miała problemów z utrzymaniem kariery po przełomie dźwiękowym – miała piękny głos i talent do śpiewu, który z powodzeniem wykorzystała w musicalach (m.in. w Rio Rita i Love Comes Along).
14 czerwca 1930 roku wyszła za mąż za aktora Bena Lyona. Skromna ceremonia odbyła się w hotelu Wilshire, obecni byli tylko najbliżsi przyjaciele i członkowie rodziny. W 1930 roku wraz z mężem opuściła Stany Zjednoczone i przeprowadziła się do Londynu. W Wielkiej Brytanii para z sukcesem występowała na scenie, od lat 40. prowadzili też program radiowy Hi Gang, który po ponad dekadzie emisji przeniósł się do telewizji oraz stał się źródłem dwóch filmów pełnometrażowych.
W czasie II wojny światowej Daniels występowała dla brytyjskich i amerykańskich żołnierzy. Za swoje występy w strefach wojennych otrzymała w 1946 roku Medal Wolności.
Po wojnie ponownie przeniosła się do USA, ale nie czuła się tam u siebie, więc wraz z mężem wróciła do Wielkiej Brytanii. Tam prowadzili audycję Life with the Lions, która z czasem  również przeniosła się do telewizji.
Aktorka zmarła 16 marca 1971 r. w wyniku udaru.

## Filmografia
- 1910: The Wonderful Wizard of Oz jako Dorothy Gale
- 1910: Justinian and Theodora
- 1919: Kobieta i mężczyzna jako królewska faworyta
- 1922: Pink Gods jako Lorraine Temple
- 1926: The Campus Flirt jako Patricia Mansfield
- 1930: Reaching for the Moon jako Vivien Benton
- 1931: Honor rodziny jako Laura
- 1933: Ulica szaleństw jako Dorothy Brock
- 1954: Life with the Lyons jako Bebe Lyon

## Wyróżnienia
Posiada swoją gwiazdę na Hollywoodzkiej Alei Gwiazd.